# 石歪膊
石歪膊（?—?），明朝川鄂荆襄流民起义领袖。
成化元年（1465年），石歪膊、河南新郑人李原与刘通、石和尚、刘长子在湖广承宣布政使司房县（今湖北省房县）率荆襄（江陵、襄阳）流民起义，拥刘通为汉王，以石和尚为谋主，刘长子、苗龙、苗虎为羽翼。成化二年（1466年）闰三月，刘通在南漳（今湖北襄阳市西南）被俘遇害。石和尚和刘长子率部转攻四川东部，十月，刘长子绑缚着石和尚请降。李原、石歪膊，逃至内乡、房县。成化六年（1470年），李原纠合余党小王洪、石歪膊往来南漳、内乡、渭南之间，再次聚集流民起事，自称太平王，立“一条蛇”“坐山虎”等号，官军屡捕不获，荆州、襄阳、南阳为之骚然。成化七年（1471年）十一月，李原、石歪膊在竹山战败，被俘杀。